# Зуєво (Лузький район)
Зуєво (рос. Зуево) — присілок у Лузькому районі Ленінградської області Російської Федерації.
Населення становить 4 особи. Належить до муніципального утворення Ретюнське сільське поселення.

## Історія
Згідно із законом від 28 вересня 2004 року № 65-оз належить до муніципального утворення Ретюнське сільське поселення.

## Населення
| 2007 | 2010 |
| ---- | ---- |
| 0    | ↗4   |